# 1 500 mètres féminin aux championnats du monde d'athlétisme en salle 2024
Pour un article plus général, voir Championnats du monde d'athlétisme en salle 2024.
Navigation
2022 2025
L'épreuve du 1 500 mètres féminin des championnats du monde en salle de 2024 se déroule les 1er et 3 mars 2024 dans l'Emirates Arena de Glasgow, en Écosse.

## Résultats

### Séries
Les 3 premières de chaque série (Q) se qualifient pour la finale.
| Rang | Série | Athlète                 | pays             | Temps   | Notes |
| ---- | ----- | ----------------------- | ---------------- | ------- | ----- |
| 1    | 2     | Nikki Hiltz             | États-Unis       | 4:04.34 | Q     |
| 2    | 2     | Georgia Bell            | Grande-Bretagne  | 4:04.39 | Q     |
| 3    | 2     | Maia Ramsden            | Nouvelle-Zélande | 4:06.51 | Q, NR |
| 4    | 3     | Diribe Welteji          | Éthiopie         | 4:07.17 | Q     |
| 5    | 3     | Salomé Afonso           | Portugal         | 4:07.55 | Q     |
| 6    | 3     | Emily Mackay            | États-Unis       | 4:08.04 | Q     |
| 7    | 2     | Linden Hall             | Australie        | 4:09.83 | SB    |
| 8    | 2     | Elise Vanderelst        | Belgique         | 4:10.15 |       |
| 9    | 2     | Weronika Lizakowska     | Pologne          | 4:10.50 |       |
| 10   | 4     | Agathe Guillemot        | France           | 4:11.46 | Q     |
| 11   | 4     | Birke Haylom            | Éthiopie         | 4:11.54 | Q     |
| 12   | 4     | Lucia Stafford          | Canada           | 4:11.56 | Q     |
| 13   | 3     | Marta Pérez             | Espagne          | 4:12.27 |       |
| 14   | 1     | Freweyni Hailu          | Éthiopie         | 4:12.38 | Q     |
| 15   | 1     | Revee Walcott-Nolan     | Grande-Bretagne  | 4:13.06 | Q     |
| 16   | 3     | Simone Plourde          | Canada           | 4:13.40 |       |
| 17   | 1     | Esther Guerrero         | Espagne          | 4:14.23 | Q     |
| 18   | 3     | Joceline Wind           | Suisse           | 4:15.29 |       |
| 19   | 1     | Vera Hoffmann           | Luxembourg       | 4:15.52 | SB    |
| 20   | 4     | Martyna Galant          | Pologne          | 4:15.57 |       |
| 21   | 1     | Yolanda Ngarambe        | Suède            | 4:15.77 |       |
| 22   | 1     | Sofia Thøgersen         | Danemark         | 4:16.06 |       |
| 23   | 3     | Fedra Aldana Luna       | Argentine        | 4:17.14 | SB    |
| 24   | 1     | María Pía Fernández     | Uruguay          | 4:17.77 | NR    |
| 25   | 4     | Lenuta Petronela Simiuc | Roumanie         | 4:18.52 |       |
| 26   | 4     | Sarah Healy             | Irlande          | 4:18.86 |       |
| 27   | 4     | Giulia Aprile           | Italie           | 4:20.21 |       |
|      | 2     | Claudia Mihaela Bobocea | Roumanie         | DNF     |       |

### Finale
| Rang               | Athlète             | Pays             | Temps   | Notes |
| ------------------ | ------------------- | ---------------- | ------- | ----- |
| Médaille d'or      | Freweyni Hailu      | Éthiopie         | 4:01.46 |       |
| Médaille d'argent  | Nikki Hiltz         | États-Unis       | 4:02.32 | PB    |
| Médaille de bronze | Emily Mackay        | États-Unis       | 4:02.69 | PB    |
| 4                  | Georgia Bell        | Grande-Bretagne  | 4:03.47 |       |
| 5                  | Diribe Welteji      | Éthiopie         | 4:03.82 |       |
| 6                  | Revee Walcott-Nolan | Grande-Bretagne  | 4:04.60 |       |
| 7                  | Agathe Guillemot    | France           | 4:04.94 |       |
| 8                  | Salomé Afonso       | Portugal         | 4:06.18 | PB    |
| 9                  | Birke Haylom        | Éthiopie         | 4:06.27 |       |
| 10                 | Maia Ramsden        | Nouvelle-Zélande | 4:06.88 |       |
| 11                 | Lucia Stafford      | Canada           | 4:08.90 |       |
| 12                 | Esther Guerrero     | Espagne          | 4:12.33 |       |

## Légende
Records et Performances
- AR : Record continental (area record)
- CR : Record des championnats (championship record)
- MR : Record du meeting (meet record)
- NR : Record national (national record)
- OR : Record olympique (olympic record)
- PR : Record paralympique (paralympic record)
- PB : Record personnel (personal best)
- SB : Meilleure performance personnelle de la saison (season's best)
- WL : Meilleure performance mondiale de l'année (world leader)
- WJR : Record du monde junior (world junior record)
- WR : Record du monde (world record)

Circonstances et Conditions
- DNF : N'a pas terminé (did not finish)
- DNS : N'a pas pris le départ (did not start)
- DQ : Disqualification (disqualification)
- NM : Aucun essai valable enregistré (No Mark)
- Q : Qualifié « directement » au prochain tour (ou à la prochaine compétition), lors d'une compétition majeure, grâce au classement ou à la réalisation des minima (automatic qualifier)
- q : Qualifié au prochain tour (ou à la prochaine compétition), lors d'une compétition majeure, grâce au repêchage ou à la réalisation de l'une des meilleures performances parmi celles des « non qualifiés directement » (grâce au meilleur temps ou à la meilleure distance par exemple) (secondary qualifier)